# Такэноути-рю
Такэноути-рю (яп. 竹内流, «школа Такэноути») или Хиносита Торидэ Кайдзан Такэноути-рю (яп. 日下 捕手 開山 竹内流) — одна из древнейших школ дзюдзюцу, классическое боевое искусство Японии, основанное в 1532 году мастером Такэноути Накацукасадаю Хисамори и оказавшее большое влияние на становление более поздних стилей безоружной борьбы. Будучи сого будзюцу, Такэноути-рю помимо техник рукопашного боя обучает методам кэндзюцу, бодзюцу, иайдзюцу, нагинатадзюцу, тэссэндзюцу и ходзёдзюцу.

## История
Школа Такэноути-рю была основана 24 июня 1532 года (почти под конец периода Муромати) мастером Такэноути Накацукасадаю Хисамори, владыкой замка Итиносэ провинции Мимасака. Согласно Такэноути Кэйсё Кого Дэн, документ с записями об истории создания и развитии школы, Накацукасадаю Хисамори удалился в горы близ святыни Санномия с целью развить свои боевые навыки. Согласно легенде, уйдя в горы, Такэноути сформировал свою школу, изучая боевое искусство у некого «призрачного воина», который появлялся ночью в святыне, где он тренировался на протяжении 6 дней и ночей с 72-сантиметровым деревянным мечом. В последнюю ночь он заснул от усталости, используя свой боккэн в качестве подушки. Мастера разбудил беловолосый человек с огромной бородой, настолько страшного вида, что Хисамори решил, что это видение самого бога Атэго. Такэноути напал на незнакомца, но потерпел поражение. Горный священник сказал ему: «В тот момент, когда Вы встречаете врага — жизнь и смерть предрешены. Именно это называют военной стратегией (хёхо)», после чего переломал меч на две части, сделав из него макеты двух кинжалов, и сообщил, что длинное оружие далеко не всегда бывает предпочтительным в бою. По рекомендации нового наставника, Хисамори заложил их себе за пояс и стал изучать методы использования короткого оружия, назвав его «когусоку» или «коси но мавари», что в буквальном переводе означает «вокруг бёдер». Кроме того священник обучил Такэноути методам связывания и обездвиживания при помощи виноградной лозы. А по окончании обучения и вовсе исчез.
В возрасте 64 лет Хисамори передал руководство над школой своему сыну, Такэноути Хитатиносукэ Хисакацу. Он впоследствии передал традиции школы Каганосукэ Хисаёси, своему сыну и 3-му сокэ. Вместе они значительно наполнили технический арсенал школы новыми техниками.
Такэноути-рю оказал сильное влияние на развитие дзюдзюцу. Различные ответвления школы впоследствии прямо или косвенно повлияли на многие стили боевых искусств. По этой причине различные методы, присутствующие в современных дзюдо и айкидо, можно проследить к своим корням в Такэноути-рю в той или иной форме. Ряд важных корю дзюдзюцу были основаны учениками школы, такие как Рикисин-рю, Фусэн-рю, Сосуйси-рю, Такаги-рю и его филиалы (например, Хонтай Ёсин-рю), а также Араки-рю. Эти рюха включили в свою программу обучения многие методы школы Такэноути-рю либо непосредственно из школы, либо при помощи анализа методов её последователей.
Стиль Такэноути-рю до сих пор активно передается и практикуется среди членов семьи Такэноути, а также другими группами внутри и за пределами Японии.
Текущим, 14-м сокэ стиля является Такэноути Тоитиро Хисамунэ; ему помогает Такэноути Тодзюро Хисатакэ, 13-й содэнкэ.

## Программа обучения
Школа Такэноути-рю является одним из наиболее известных стилей дзюдзюцу. Безоружные методы борьбы школы включают:
- Тэходоки — освобождение от захватов;
- Укэми — кувырки;
- Нагэ вадза — броски;
- Кансэцу вадза — болевые приёмы;
- Атэми — ударная техника;
- Симэ вадза — удушающие приёмы;
- Нэ вадза — борьба в партере;
- Каппо — техники реанимации.

Они объединены в ката для различных разделов дзюдзюцу, включая торидэ (захват и удерживание), хадэ (атака по болевым точкам на теле человека) и кумиути (борьба). Эти ката являются самыми известными элементами школы Такэноути-рю, однако они не являются основой стиля. Как сказано в легенде об основании школы, основными и фундаментальными формами дзюдзюцу Такэноути-рю являются когусоку коси но мавари, методы вооружённого единоборства с использованием короткого меча когусоку против вооружённых противников. Именно на основе данных техник была разработана остальная программа стиля вторым и третьим главами школы, Хисакацу и Хисаёси соответственно.
Помимо техник дзюдзюцу, в школе изучается работа с различным оружием. Среди них присутствует меч, посох, верёвка, нагината и другие. Учебная программа фехтования мечом разделена на три основные части: кэндзюцу, охватывающий конкретно фехтование, сайдэ, охватывающий борьбу с мечом, и иай, охватывающий методы быстрого извлечения меча из ножен и проведения атаки. Боевой посох занимает центральное место в изучении Такэноути-рю, и как таковой является важной составной частью учебной программы. При этом в школе изучается посохи различной длины. Удержания при помощи верёвки (традиционно фиолетового цвета) служат существенным дополнением к искусству ареста торидэ, а приёмы связывания носят название ходзёдзюцу или хобаку.
Школа Такэноути-рю менее известна иными техниками работы с оружием, но, как истинная сого будзюцу, она сохраняет методы нападения и защиты при помощи нагинаты, кусаригама, дзюттэ, сюрикэна и тэссэн. Некоторые ката используют довольно своеобразное оружие для того, чтобы показать использование повседневных предметов обихода для защиты от различных атак, в том числе и при помощи меча. К ним относятся каракаса (яп. 唐傘, японский зонтик) и нанэбута (яп. 鍋蓋, деревянная крышка для кастрюли).

## Генеалогия
На протяжении веков традиции школы Такэноути-рю передавались среди членов семьи Такэноути. Линия передачи знаний стиля выглядит следующим образом:
| Поколение | Глава школы                      |
| 1         | Такэноути Накацукасадаю Хисамори |
| 2         | Такэноути Хитатиносукэ Хисакацу  |
| 3         | Такэноути Каганосукэ Хисаёси     |
| 4         | Такэноути Тоитиро Хисацугу       |
| 5         | Такэноути Тоитиро Хисамаса       |
| 6         | Такэноути Тоитиро Хисасидэ       |
| 7         | Такэноути Тоитиро Хисатака       |
| 8         | Такэноути Тоитиро Хисаёси        |
После 8-го главы, Такэноути Тоитиро Хисаёси, школа разделилась на две линии, обе из семьи Такэноути — сокэ и содэнкэ:
| Поколение | Глава школы                | Линия | Поколение | Глава школы                | Линия   |
| 9         | Такэноути Гамонта Хисаёри  | Сокэ  | 9         | Такэноути Тодзюро Хисатанэ | Содэнкэ |
| 10        | Такэноути Тоитиро Хисао    | Сокэ  | 10        | Такэноути Тодзюро Хисамори | Содэнкэ |
| 11        | Такэноути Тоитиро Хисанори | Сокэ  | 11        | Такэноути Тодзюро Хисамицу | Содэнкэ |
| 12        | Такэноути Тоитиро Хисацугу | Сокэ  | 12        | Такэноути Тодзюро Хисахиро | Содэнкэ |
| 13        | Такэноути Тоитиро Хисанори | Сокэ  | 13        | Такэноути Тодзюро Хисатакэ | Содэнкэ |
| 14        | Такэноути Тоитиро Хисамунэ | Сокэ  |           |                            |         |

### Биттю дэн
Помимо двух вышеприведённых линий существует третье ответвление, носящее название Биттю Дэн Такэути-рю (яп. 備中傳竹内流), основанное Такэути Сэйдайю Масацугу, который переехал в Окаяма, столицу провинции Биттю (ныне западная Окаяма).
Линия Биттю дэн придерживается того же учебного плана, что и школа Такэноути-рю, но с добавлением ещё нескольких методов из определенных областей. Несмотря на то, что будучи отрезанными от основной линии в течение некоторого времени, практикующие как основное направление, так и Биттю дэн, сравнили свои техники и обнаружили, что они, по сути, являются одинаковыми, несмотря на многие поколения разлуки. Это свидетельствует об успешной передаче традиций данного корю в течение многих лет.
| Поколение | Глава школы                                                                                               |
| 4         | Такэути Сэйдайю Масацугу                                                                                  |
| 5         | Ямамото Кадзуэмон Хисаёси                                                                                 |
| 6         | Симидзу Китиумэон Киёнобу                                                                                 |
| ...       | ... |
| 14        | Такэути Цунаити Масатори глава Ниссинкан додзё                                                            |
| 15        | Накаяма Кадзуо Торимаса текущий глава Ниссинкан додзё, второй глава Секции Кобудо Колледжа Окаяма Дайгаку |
| 16        | Оно Ётаро Масахито глава Тёфукан додзё и Секции Кобудо Колледжа Досися Дайгаку                            |

## Интернациональные филиалы Биттю дэн
Существует два вида авторизованных учебных групп: официальные додзё и инициативные группы. Уполномоченные додзё, как правило, имеют во главе кого-то, кто имеет звание Даёгэйко и выше. Инициативные группы проводят тренировки с разрешения руководителя Тёфукан Додзё, имеют ограниченный преподавательский авторитет и ограниченные права на присуждение званий. На февраль 2009 года существовало четыре международных додзё и одна инициативная группа.

### Додзё
- Сёфукан (яп. 松風館) — под руководством Анны Сиборн, Уэст-Йоркшир, Великобритания;
- Гёфукан (яп. 暁風館) — под руководством Энтони Эбри, Портленд, США;
- Сэйфукан (яп. 正風館) — под руководством Уэйна Муромото, Гавайи;
- Сёфукан (яп. 翔風館) — под руководством Алекса Каска, Ванкувер, Канада.

### Инициативные группы
- Рюфукай (яп. 龍風会) — под руководством Эндрю Антиса, Сан-Франциско.